# رقبة مجنحة
الرقبة الوتراء أو الرقبة المكففة أو الرقبة المجنحة أو الظفرة العنقية هي عيب خلقي في الرقبة؛ حيث تُوجد ثنيتان من الجلد تشبه أقدام الإوز على جانبي الرقبة حتى الأكتاف.

## الأعراض والعلامات
تظهر في المواليد كثنيات جلدية رخوة على جانبي الرقبة، ومع نمو الطفل تتمدد الثنيات فيظهر كما لو كان بلا رقبة أو برقبة قصيرة.

## الحالات المصاحبة
- متلازمة تيرنر: في الإناث فقط.[2]
- متلازمة نونان.[3]
- متلازمة كليبل فيل.[4]